# John Simmons Barth
John Simmons Barth (ur. 27 maja 1930 w Cambridge w stanie Maryland, zm. 2 kwietnia 2024 w Bonita Springs w stanie Floryda) – amerykański pisarz, czołowy przedstawiciel nurtu postmodernistycznego w literaturze amerykańskiej. Charakterystyczny rys jego twórczości to metafikcja (literatura traktująca o naturze literatury) oraz zamiłowanie do eksperymentu.

## Dzieła

### Beletrystyka
- Pływająca opera (The Floating Opera), 1957;
- Koniec drogi (The End of the Road), 1958;
- Bakunowy faktor (The Sot-Weed Factor), 1960;
- Giles Goat-Boy, 1966;
- Zagubiony w labiryncie śmiechu (Lost in the Funhouse, opowiadania), 1968;
- Chimera, 1972;
- LETTERS, 1979;
- Sabbatical: A Romance, 1982;
- Tidewater Tales, 1987;
- Ostatnia podróż Sindbada Żeglarza (The Last Voyage of Somebody the Sailor), 1991;
- Once upon a Time: A Floating Opera, 1994;
- Opowiadać dalej (On with the Story, opowiadania), 1996;
- Coming Soon!!!, 2001;
- The Book of Ten Nights and a Night (opowiadania), 2004;
- Where Three Roads Meet: Novellas, 2005.

### Eseistyka
- The Friday Book, 1984;
- Further Fridays, 1995;
- Final Fridays, 2012.

## Literatura
- Earl Rovit, The Novel as Parody: John Barth. "Critique" 6 (jesień 1963).
- Berndt Clavier, John Barth And Postmodernism: Spatiality, Travel, Montage. Peter Lang 2007, ISBN 978-0-8204-6385-8.
- Stanley Fogel, Gordon Slethaug, Understanding John Barth, University of South Carolina Press 1990, ISBN 978-0-87249-660-6.
- Charles B.Harris, Passionate Virtuosity: The Fiction of John Barth, University of Illinois Press 1983, ISBN 978-0-252-01037-8.
- Richard Allan Vine, John Barth: an annotated bibliography, Scarecrow Press 1977, ISBN 978-0-8108-1003-7.
- E.P. Walkiewicz, John Barth, Twayne Publishers 1986, ISBN 978-0-8057-7461-0.
- Sławomir Magala, John Barth, Warszawa 1985, "Czytelnik" ("Klasycy Literatury XX Wieku").
- Leszek Engelking, Bakunowy faktor po polsku, “Literatura na Świecie” 1982, nr 3-4.
- Leszek Engelking, Komedia nihilistyczna, “Nowe Książki” 1998, nr 11.
- Leszek Engelking, Melancholia opowieści, “Nowe Książki” 1999, nr 12